# Ahmed Nazir
Ahmed Nazir (in urdu احمد نذی‎?; 1934) è un ex nuotatore pakistano.
Ha partecipato ai Giochi di Melbourne 1956, gareggiando nei 100m dorso.